# Ворог мого ворога — мій друг
Ворог мого ворога — мій друг — стародавнє прислів'я, у котрому йдеться про те, що дві протилежні сторони можуть, або мусять, співпрацювати разом супроти спільного ворога. Найперший відомий вислів цієї концепції написаний санскритом та зустрічається в трактаті щодо управління державою «Артхашастра», котрий датується приблизно IV століття до н. е.
Пізнаваної форми ця фраза набула латинською мовою «Amicus meus, inimicus inimici mei», яка стала поширеною в оригіналі і в перекладах по всій Європі на початку XVIII століття.